# Sympetrum obtrusum
Sympetrum obtrusum is een libellensoort uit de familie van de korenbouten (Libellulidae), onderorde echte libellen (Anisoptera).
De wetenschappelijke naam Sympetrum obtrusum is voor het eerst geldig gepubliceerd in 1861 door Hagen.